# Sīāh Dūl
Sīāh Dūl (persiska: سیاه دول) är en ort i Iran.   Den ligger i provinsen Gilan, i den nordvästra delen av landet, 280 km nordväst om huvudstaden Teheran. Sīāh Dūl ligger 142 meter över havet och antalet invånare är 232.
Terrängen runt Sīāh Dūl är varierad.Runt Sīāh Dūl är det ganska tätbefolkat, med 134 invånare per kvadratkilometer. Närmaste större samhälle är Māsāl, 5,5 km nordost om Sīāh Dūl. I omgivningarna runt Sīāh Dūl växer i huvudsak blandskog.